# 諾福克島翼喉盤魚
諾福克島翼喉盤魚（學名：Alabes parvula），又稱小鰭鱔為輻鰭魚綱喉盤魚目喉盤魚科的其中一種，分布於西南太平洋的澳洲及諾福克島海域，棲息深度3至6公尺，本魚體細長如鰻魚，體半透明的綠色、棕色或紫色，內臟通常清晰可見，背鰭上有一排棕色或綠色斑點，有時內側中部有一條深色條紋，頭部有斑點或無斑點，雄魚顏色較鮮豔，側面有規則的紅色至棕色虎紋，與橙色腹部上3-4條黑色至深藍色的斑點或條紋不相交，體長可達5公分，屬底棲性魚類，生活在海草生長的礁石區，生活習性不明。